# Verdadeiro Amigo
Verdadeiro Amigo é o álbum de estreia do cantor de música gospel Daniel Diau, lançado em 2008.

## Faixas
1. Canção De Um Viajante
2. Lavado No Sangue
3. Eu Sou
4. Nosso Amor
5. Ele Vem
6. Verdadeiro Amigo
7. Dependente De Ti
8. Campeão
9. Dono De Vida
10. Saudosa Igreja
11. Mudou Meu Viver
12. Derrama Teu Poder
13. Tua Palavra